# Drei Schluchten

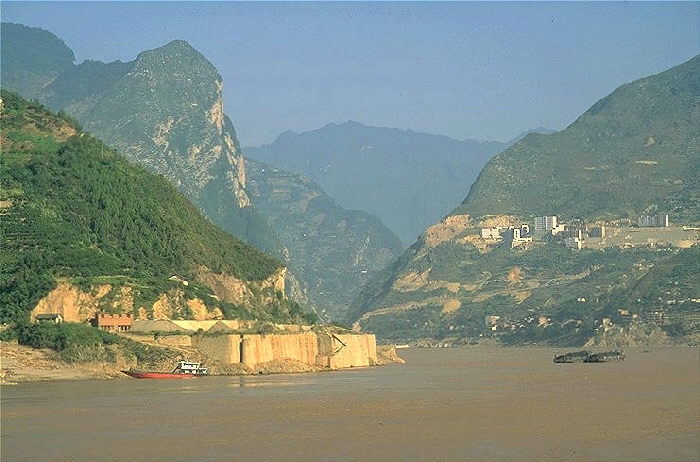
Der Jangtsekiang im Bereich der Drei Schluchten

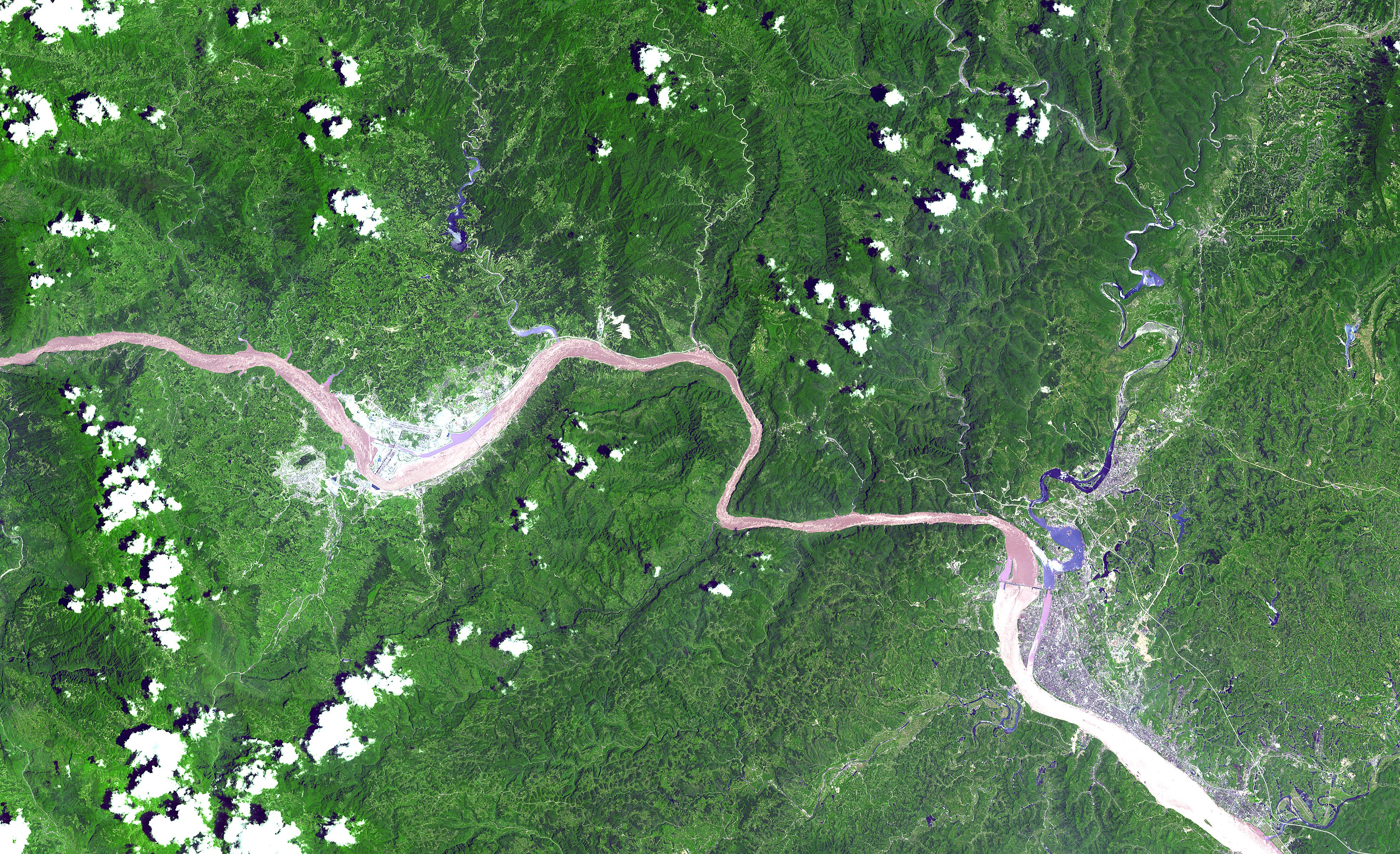
Satellitenaufnahme der Drei-Schluchten-Talsperre (im linken Bild-Drittel)

Die Drei-Schluchten-Region (chinesisch 三峽 / 三峡, Pinyin Sān Xiáⓘ) ist eine Anreihung von Durchbruchstälern entlang des Jangtsekiang (長江 / 长江,  Cháng Jiāng) in der Volksrepublik China mit einer Gesamtlänge von 193 km.
Die Westansicht der Drei-Schluchten-Region wurde auf der chinesischen alten 5- und neuen 10-Yuan-Note abgebildet.
Die drei Schluchten sind hauptsächlich für ihren landschaftlichen Charakter bekannt. In Fließrichtung des Jangtsekiang wird das Drei-Schluchten-System von Westen nach Osten durch die Qutang-, die Wu- und die Xiling-Schlucht gebildet.

## Qutang-Schlucht

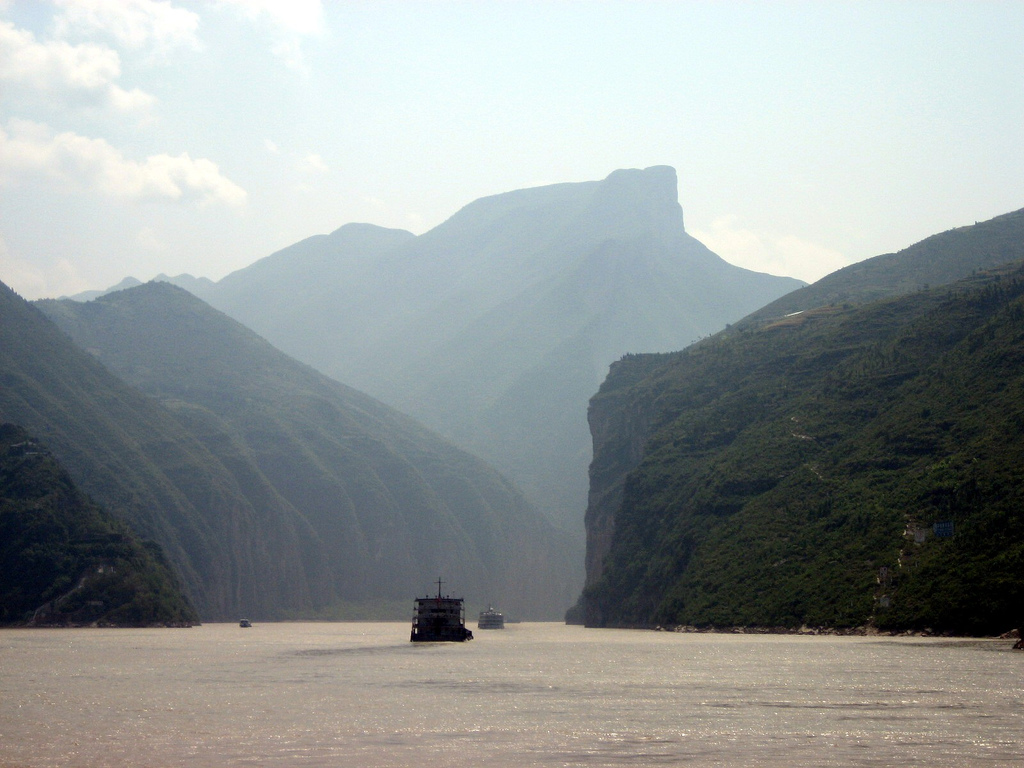
Kuimen – das Tor zur Qutang-Schlucht

Die Qutang-Schlucht (chinesisch 瞿塘峽 / 瞿塘峡, Pinyin Qútáng Xiá), auch: Kui-Schlucht (chinesisch 夔峽 / 夔峡, Pinyin Kuí Xiá) genannt, ist mit 8 km die erste und kürzeste der drei Schluchten.
Flussabwärts des  Dorfes Baidicheng (白帝城) im Kreis Fengjie fließt der Jangtsekiang zwischen dem Chijia im Norden und dem Baiyan (chinesisch 白鹽山 / 白盐山, Pinyin Báiyán Shān – „Weißer Salzberg“) im Süden hindurch. Diese Stelle wird Kuimen (chinesisch 夔門 / 夔门, Pinyin Kuímén – „Kui-Tor“) genannt und ist der Einfluss in die Qutang Schlucht. Die Qutang-Schlucht ist 8 km lang und ist die schmalste der drei Schluchten. Die breiteste Stelle misst nur 150 m. Die Berge zu beiden Seiten sind bis zu 1.200 m hoch. Die Qutang-Schlucht wird aufgrund dieses außergewöhnlichen Charakteristikums oftmals als die schönste der drei Schluchten bezeichnet.
Den strömungsreichen, von Sandbänken durchbrochenen Flussabschnitt der Schlucht beschrieb bereits in der Song-Zeit (960–1279) der Dichter Su Dongpo als „Tausend Meere, die in einem Becher fließen“.
In die senkrechten Felswände sind Löcher in der Form eines „Z“ gehauen, die so genannte Meng-Liang-Treppe (chinesisch 孟良梯, Pinyin Mèngliángtī). Sie führt zu einer Plattform auf halber Klippen-Höhe, wo der Legende nach der Song-General Yang Jiye von Verrätern getötet wurde.

## Wu-Schlucht

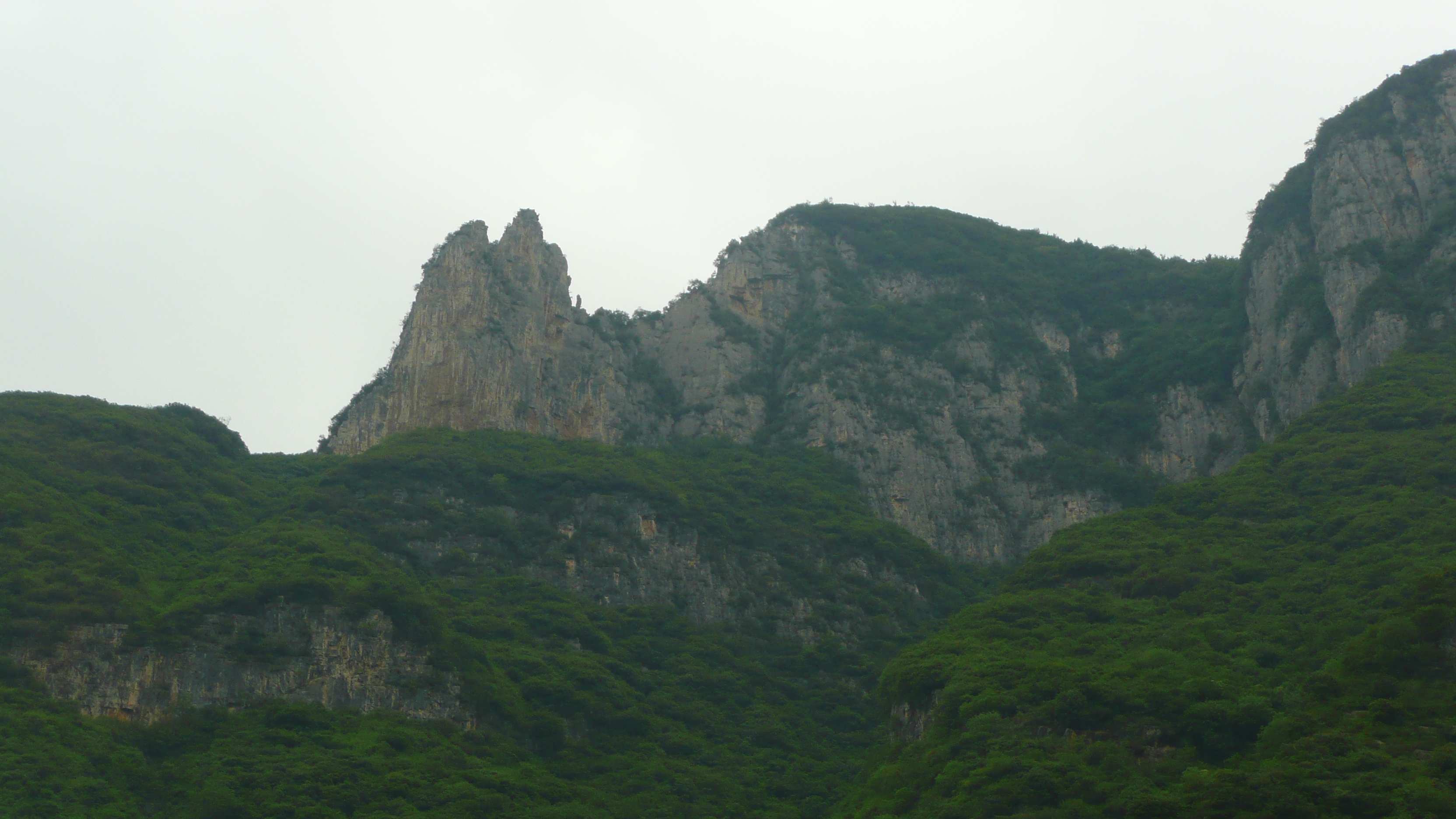
"Spitze der Göttin" in der Wu-Schlucht

Die Wu-Schlucht (chinesisch 巫峽 / 巫峡, Pinyin Wū Xiá – „Hexenschlucht“) beginnt an der Einmündung des Daning im Kreis Wushan und hat eine Länge von 44 km.
Sie fand Eingang in die chinesische Mythologie: Hier bezwangen, der Legende nach, die Göttin Yao Ji und ihre elf Schwestern einige ungebärdige Flussdrachen, bevor sie selbst zu Bergen erstarrten, ihren Standort aber mit Bedacht auswählten, um die Schiffe sicher flussabwärts geleiten zu können.
Unterwegs erscheint die Felsinschrift „Wuxias Gipfel wachsen höher und höher“, die dem herausragenden Strategen während der Zeit der Drei Reiche (220–280 n. Chr.), Zhuge Liang, zugeschrieben wird.

## Xiling-Schlucht

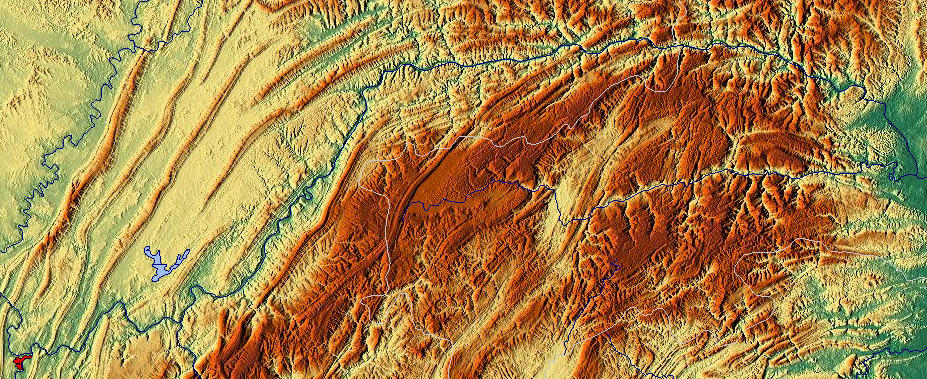
Karte der Drei Schluchten

Die Xiling-Schlucht (chinesisch 西陵峽 / 西陵峡, Pinyin Xīlíng Xiá – „Westhügel-Schlucht“) hat eine Länge von 66 km und ist die östlichste der Schluchten. Sie liegt zwischen Xiangxi im Kreis Zigui und Yichang. An der engsten Stelle hatte sie eine Breite von 80 m.
Reisende aus dem Westen, die diesen Flussabschnitt im 19. Jahrhundert bereisten, berichteten von Sandbänken, die als Barrieren aus dem Fluss hervortraten, gefährlichen Strömungen und bedrohlichen Felsen, sodass die Schiffe von Bootsschleppern mit eisenbeschlagenen Bambusstangen auf Kurs gehalten werden mussten. Heute ist die Passage für den Schiffsverkehr entsprechend baulich umstrukturiert worden und gefahrlos befahrbar.

## Drei-Schluchten-Talsperre

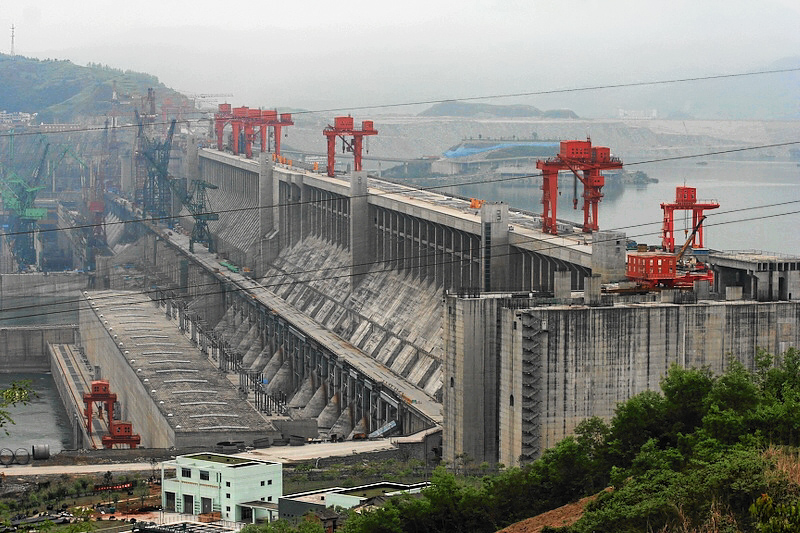
Drei-Schluchten-Talsperre

Die Drei-Schluchten-Talsperre (chinesisch 三峽大壩 / 三峡大坝, Pinyin Sān Xiá Dàbà) liegt inmitten der Xiling-Schlucht und wurde 2008 in Betrieb genommen. Durch die Flutung des Stausees stieg der Wasserstand in den Schluchten bis 2009 um mehr als 90 m auf ein Niveau von 175 m über Meeresspiegel an (höchstes Stauziel für den Schleusenbetrieb). Der gebildete Stausee erstreckt sich durch alle drei Schluchten bis zurück zur etwa 500 km entfernten Millionenstadt Chongqing. Er erreicht eine Länge von 663 km.
Das Projekt der Talsperre wurde unter anderem verwirklicht, um für die Schifffahrt die Befahrbarkeit des Jangtsekiangs zu erleichtern, den Hochwasserschutz zu verbessern sowie um die Wasserversorgung der anliegenden Regionen zu optimieren. Ein weiterer wichtiger Bestandteil des Projekts war die Erzeugung von dringend benötigter elektrischer Energie. So wurde an der Talsperre das leistungsstärkste Wasserkraftwerk der Welt gebaut. Die Talsperre wird international jedoch vor allem kritisiert, da mit deren Bau und dem Aufstauen des Flusses eine massive Veränderung der Landschaft einherging, durch die zahlreiche endemische Tier- und Pflanzenarten in ihrem Bestand bedroht oder möglicherweise aussterben werden. Um Raum für den Stausee zu schaffen, kam es zudem zu Zwangsumsiedlungen von mehreren Millionen Menschen.